# Brico Dépôt
Brico Dépôt este un lanț de bricolaj din Franța, fondat în 1993 de către compania Castorama Dubois, urmând să fie mai apoi preluat de către grupul britanic Kingfisher Group, care numără astăzi peste 1.080 de magazine în 9 țări din Europa și în China.  
Kingfisher a preluat, în data de 1 iunie 2013, 15 magazine Bricostore pentru 75 milioane euro, acestea fiind primele magazine Brico Dépôt din România dupa ce au fost redeschise sub un alt format. Pe 4 decembrie 2017 a cumpărat rețeaua Praktiker formată din 27 de magazine, o parte din ele fiind închise.
Principalele sale branduri sunt B&Q, Castorama, Brico Dépôt și Screwfix. Kingfisher mai deține 50% din acțiunile rețelei Koçtas, alături de grupul turc Koç. 